# Жуков, Василий Фёдорович
Василий Фёдорович Жуков (1913—2001) — механик 38-го отдельного восстановительного железнодорожного батальона, ефрейтор, Герой Социалистического Труда.

## Биография
Родился в деревне Марьино (ныне — Жердевского района Тамбовской области) в крестьянской семье. Русский. После окончания школы работал на Сталинградском заводе «Баррикады», в московских железнодорожных мастерских, освоил профессию кузнеца. Прошёл срочную службу в Красной Армии. Незадолго до войны вернулся на родину, трудился в колхозе, кузнецом в МТС.
В июне 1941 года был призван в Красную Армию и зачислен в 38-й отдельный восстановительный железнодорожный батальон. Работал кузнецом, о его трудовых подвигах, мастерстве и смекалке в железнодорожных войсках ходили легенды. Он мог сутками не отходить от горна и наковальни. Молотобойцев, которые не выдерживали темпа, сменяли, а Жуков продолжал работать, выполняя по 10 норм за смену.
Жуков умело действовал не только молотом, он хорошо изучил тонкости своей профессии, освоил штамповку. Им было внедрено 95 различных рационализаторских предложений, многие приспособления, изобретенные Жуковым, использовали кузнецы и клепальщики других частей железнодорожных войск. Самым знаменитым его техническим новшеством стал штамповочный станок для изготовления в горячем виде болтов (с резьбой), костылей и заклепок. Этот простой по конструкции станок позволил поднять производительность труда в двадцать раз! Он был широко внедрён во всех частях.
Указом Президиума Верховного Совета СССР от 5 ноября 1943 года «за особые заслуги в обеспечении перевозок для фронта и народного хозяйства и выдающиеся достижения в восстановлении железнодорожного хозяйства в трудных условиях военного времени» Жукову Василию Фёдоровичу присвоено звание Героя Социалистического Труда с вручением ордена Ленина и золотой медали «Серп и Молот».
В начале 1944 года был направлен на учёбу в Ленинградское училище военных сообщений, расположенное в Ярославле. Пройдя ускоренный курс обучения, ещё долгие годы служил в железнодорожных войсках. Восстанавливал дороги Донбасса, работал на многих крупных транспортных стройках страны. В запас ушел в звании майора. Потом 20 лет проработал в организациях ДОСААФ.
Последние годы жил в городе Ломоносов (ныне — в составе Петродворцового района города Санкт-Петербурга). Скончался 5 марта 2001 года. Похоронен на Новом Городском (Бабигонском) кладбище города Петергоф в составе Петродворцового района.

## Награды
- орден Ленина
- орден Отечественной войны 1-й степени
- медали
- знак «Почётный железнодорожник».

## Память
Макет того самого первого сконструированного и изготовленного самим Жуковым станка и выполненный в натуральную величину макет его фронтовой кузницы могут видеть посетители Музея железнодорожных войск.